# Hraniční oblast 34 (mobilizace 1938)
Hraniční oblast 34 byla vyšší jednotkou československé armády, v síle divize, působící v době mobilizace v roce 1938 v rámci Hraničního pásma XII a jejím úkolem byla obrana hlavního obranného postavení (HOP) v oblasti Krkonoš od Harrachova po Českou Čermnou. Celková délka hlavního obranného postavení činila 76 km.
Velitelem formace byl brigádní generál Antonín Pavlík.
Stanoviště velitele se nacházelo v Josefově.

## Úkoly Hraniční oblasti 34
Úkolem Hraniční oblasti 34 (HO 34) byla obrana hlavního obranného postavení, které mělo být uhájeno za každou cenu. K tomuto účelu disponovala HO 34 dostatečnými silami, které mimo obsazení HOP umožňovaly i vytvoření záloh, jež by byly schopné zasáhnout ve prospěch úseků ohrožených tlakem nepřítele (HO 34 disponovala zálohou v celkové síle 6 praporů, z nichž však některé nebyly na plných stavech). Účinné obraně v úseku HO 34 napomáhal také špatně prostupný horský terén a poměrně silná linie stálého opevnění v různém stupni dokončení.
Celkem bylo v úseku HO 34 vybetonováno 504 objektů lehkého opevnění (67% z plánovaného počtu) a 75 objektů těžkého opevnění (40% z plánovaných). Hodnota stálého opevnění však byla snížena chybějící výstrojí části objektů a kompletní absencí dělostřelecké výzbroje tvrzí stálého opevnění, která byla jen zčásti kompenzována polními bateriemi.
Co se týká protitankové obrany, disponovala HO 34 celkem 40 kanóny proti útočné vozbě (mimo zbraní v objektech těžkého opevnění), což byl vzhledem k povaze terénu a délce obranného úseku dostatečný počet pro účinnou obranu.

## Podřízené jednotky
Seznam jednotek.
- pěší pluk 22 (SV Kalná Voda)
- hraničářský pluk 17 (SV Trutnov)
- pěší pluk 48 (SV Vysokov)
- hraničářský pluk 18 (SV Nové Město nad Metují)
- hraničářský prapor 2 (SV Výrovka)
- hraničářský prapor 22 (SV Zadní Mísečky)
- dělostřelecký pluk 34
- dělostřelecká baterie 4/132, 8/132
- smíšený přezvědný oddíl 34
- ženijní rota 26
- improvizovaný obrněný vlak 34
- kanónová rota (motorizovaná) 51
- telegrafní prapor 34